# 카룬강

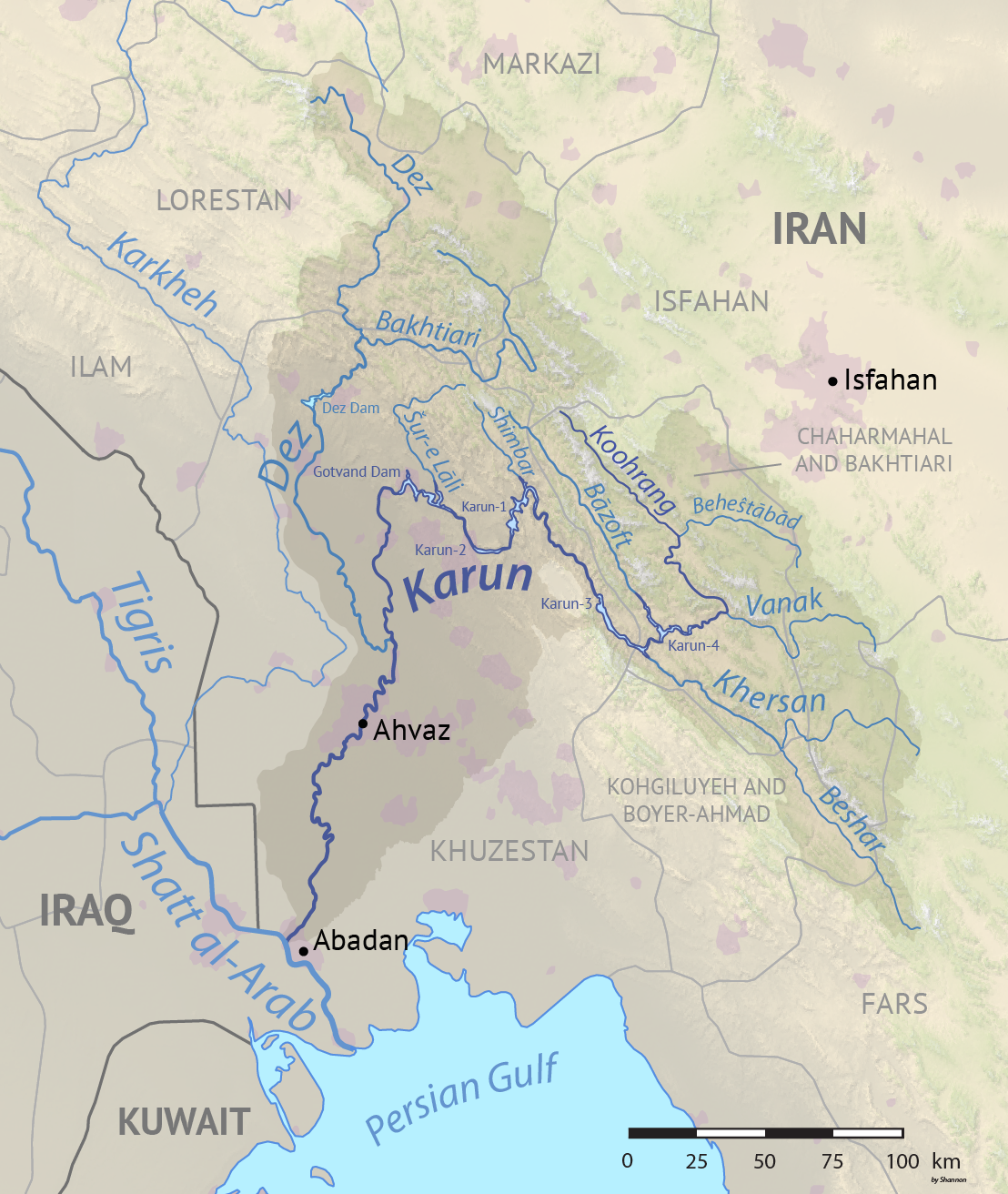
카룬강

카룬강(Karun, 페르시아어: کارون)은 이란의 서남부를 흐르는 강으로, 이란에서 가장 긴 강이다. 길이는 850 km이다.